# Охотний Ряд (вулиця)
55°45′28″ пн. ш. 37°36′59″ сх. д. / 55.757777777778° пн. ш. 37.616388888889° сх. д.
Охотний Ряд (рос. Охотный Ряд) (колиш. Охотнорядська площа, в 1933—1955 роках — площа Охотського Ряду, в 1961—1990 роках — частина проспекту Маркса) — вулиця у Центральному адміністративному окрузі міста Москва. Місце знаходження: від Манежної площі до Театральної площі, лежить між Георгіївським провулком і Микільською вулицею паралельно. Нумерація будинків ведеться від Манежної площі.

## Історія
В XVII столітті Охотний ряд розташовувався на місці нинішнього будинку Історичного музею. В середині XVIII століття всі продовольчі ряди (Харчевий, Обжорний, Охотний) перевели за Неглинну — від сучасної Манежної площі до Театральної площі, по сусідству з церквою Параскеви П'ятниці.
Після пожежі 1812 року на місці згорілих дерев'яних лавок будують кам'яні одноповерхові торговельні приміщення з десятками пташиних боєнь. Приміщення власне Охотного Ряду знаходилися навпроти Благородних зборів, але з часом Охотним Рядом почали називати весь Занеглиненський торг.
В 1883 році на Моісеївській площі спорудили чавунну каплицю святого Олександра Невського на пам'ять про полеглих у російсько-турецькій війні 1877—1878 років. Знесена на початку листопада 1922 року, каплиця стала першою московською культовою будівлею, що була зруйнована радянською владою.
В 1920-ті роки в Охотному ряду почали зносити лавки, в 1930-і роки торгівля була переведена на Цвітний бульвар, що поклало початок Центральному ринку. В 1928 році була знесена церква Параскеви П'ятниці, дещо пізніше — розташовані поруч із нею палати Голіцина. В 1935 році на місці Охотнорядської площі в результаті містобудівних перетворень з'явилася вулиця Охотний ряд. Також під нею прокладено першу в Радянському Союзі лінію метро та споруджено однойменну станцію.
В 1961 році вулиця Охотний Ряд, Мохова вулиця і Театральний проїзд були об'єднані у проспект Маркса. В 1990 році вулиці повернуто історичну назву.

## Громадський транспорт
- Метростанції «Охотний Ряд» та «Театральна».
- Автобуси: м2, м3, м10, м27, 38, 101, 144, 904, н1, н2, н6, н11, н12.